# Vermont 100 Mile Endurance Run
La Vermont 100 Mile Endurance Run, ou Vermont 100, est un ultra-trail de 100 milles organisé chaque année dans le Vermont, aux États-Unis. Il se dispute en juillet sur un parcours en boucle dont le départ et l'arrivée sont situés à West Windsor, dans le comté de Windsor. La première édition a eu lieu en 1989.

## Palmarès
| Édition | Date            | Hommes | Hommes                           | Hommes           | Femmes | Femmes                          | Femmes           |
| ------- | --------------- | ------ | -------------------------------- | ---------------- | ------ | ------------------------------- | ---------------- |
|         |                 | Rang   | Athlète                          | Temps            | Rang   | Athlète                         | Temps            |
| 1re     | 29 juillet 1989 | 1er    | Eric Clifton                     | 15 h 48 min 59 s | 7e     | Christine Gibbons               | 17 h 42 min 35 s |
| 2e      | 21 juillet 1990 | 1er    | Eric Clifton — 2e victoire       | 14 h 51 min 44 s | 8e     | Linda Ann Smith                 | 18 h 27 min 05 s |
| 3e      | 27 juillet 1991 | 1er    | Eric Clifton — 3e victoire       | 14 h 25 min 00 s | 9e     | Christine Gibbons — 2e victoire | 18 h 12 min 00 s |
| 4e      | 25 juillet 1992 | 1er    | Eric Clifton — 4e victoire       | 14 h 52 min 16 s | 7e     | Kris Clark-Setnes               | 17 h 19 min 52 s |
| 5e      | 31 juillet 1993 | 1er    | Carl Andersen                    | 14 h 46 min 05 s | 12e    | Jennifer Henderson              | 18 h 16 min 52 s |
| 6e      | 23 juillet 1994 | 1er    | Jim Garcia                       | 16 h 39 min 08 s | 24e    | Bridget Brunnick                | 20 h 26 min 10 s |
| 7e      | 22 juillet 1995 | 1er    | Mike Morton                      | 14 h 08 min 40 s | 9e     | Kimberly Goosen                 | 17 h 41 min 02 s |
| 8e      | 20 juillet 1996 | 1er    | Paul Days-Merrill                | 15 h 30 min 30 s | 9e     | Kris Clark-Setnes — 2e victoire | 18 h 01 min 20 s |
| 9e      | 19 juillet 1997 | 1er    | Eric Rappold                     | 14 h 51 min 34 s | 26e    | Dot Helling                     | 19 h 33 min 35 s |
| 10e     | 18 juillet 1998 | 1er    | Joe Hildebrand                   | 16 h 09 min 17 s | 5e     | Ann Trason                      | 17 h 11 min 23 s |
| 11e     | 17 juillet 1999 | 1er    | Kevin Setnes                     | 16 h 53 min 57 s | 5e     | Anne Langstaff                  | 18 h 51 min 57 s |
| 12e     | 15 juillet 2000 | 1er    | Courtney Campbell                | 14 h 19 min 15 s | 5e     | Ann Trason — 2e victoire        | 16 h 04 min 16 s |
| 13e     | 21 juillet 2001 | 1er    | Joe Hildebrand — 2e victoire     | 15 h 53 min 34 s | 12e    | Ellen McCurtin                  | 19 h 08 min 06 s |
| 14e     | 20 juillet 2002 | 1er    | Hans Put                         | 14 h 19 min 36 s | 13e    | Ellen McCurtin — 2e victoire    | 17 h 51 min 43 s |
| 15e     | 19 juillet 2003 | 1er    | Joseph Kulak                     | 14 h 55 min 26 s | 6e     | Ellen McCurtin — 3e victoire    | 16 h 51 min 36 s |
| 16e     | 17 juillet 2004 | 1er    | Leigh Schmitt                    | 14 h 53 min 09 s | 8e     | Sue Johnston                    | 17 h 49 min 57 s |
| 17e     | 16 juillet 2005 | 1er    | Paul DeWitt                      | 16 h 14 min 22 s | 8e     | Krissy Sybrowsky                | 18 h 41 min 15 s |
| 18e     | 22 juillet 2006 | 1er    | Dean Karnazes                    | 16 h 26 min 12 s | 2e     | Beverley Anderson-Abbs          | 16 h 52 min 33 s |
| 19e     | 21 juillet 2007 | 1er    | Andy Jones-Wilkins               | 15 h 53 min 45 s | 13e    | Mary Churchill                  | 19 h 41 min 13 s |
| 20e     | 19 juillet 2008 | 1er    | Andy Jones-Wilkins — 2e victoire | 16 h 07 min 53 s | 8e     | Devon Crosby-Helms              | 18 h 31 min 35 s |
| 21e     | 18 juillet 2009 | 1er    | Jack Pilla                       | 16 h 36 min 21 s | 9e     | Stephanie Case                  | 18 h 38 min 42 s |
| 22e     | 17 juillet 2010 | 1er    | Andy Jones-Wilkins — 3e victoire | 16 h 01 min 41 s | 3e     | Kami Semick                     | 16 h 42 min 32 s |
| 23e     | 16 juillet 2011 | 1er    | Michael Arnstein                 | 15 h 26 min 20 s | 7e     | Serena Wilcox                   | 18 h 09 min 46 s |
| 24e     | 21 juillet 2012 | 1er    | Brian Rusiecki                   | 14 h 54 min 05 s | 14e    | Kathleen Cusick                 | 18 h 51 min 38 s |
| 25e     | 20 juillet 2013 | 1er    | Jason Lantz                      | 15 h 23 min 27 s | 8e     | Larisa Dannis                   | 18 h 38 min 11 s |
| 26e     | 19 juillet 2014 | 1er    | Brian Rusiecki — 2e victoire     | 14 h 47 min 35 s | 9e     | Kathleen Cusick — 2e victoire   | 17 h 28 min 20 s |
| 27e     | 18 juillet 2015 | 1er    | Scott Traer                      | 15 h 01 min 50 s | 9e     | Ashley Lister                   | 18 h 25 min 57 s |
| 28e     | 16 juillet 2016 | 1er    | Brian Rusiecki — 3e victoire     | 15 h 47 min 11 s | 7e     | Gina Slaby                      | 18 h 05 min 42 s |
| 29e     | 15 juillet 2017 | 1er    | Brian Rusiecki — 4e victoire     | 15 h 12 min 28 s | 8e     | Kathleen Cusick — 3e victoire   | 17 h 39 min 20 s |
| 30e     | 21 juillet 2018 | 1er    | Jason Lantz                      | 15 h 36 min 49 s | 8e     | Lindsay Simpson                 | 18 h 02 min 21 s |
| 31e     | 20 juillet 2019 | 1er    | Gediminas Grinius                | 16 h 01 min 49 s | 7e     | Christine Mosley                | 20 h 08 min 57 s |

(Note : en gras les détenteurs du record homme et femme)